# Védikus vallás
A Kr. e. 2. évezredben az Indus völgyébe benyomuló árják törzsi szervezetben élő, állattenyésztő, harcos népek voltak. Isteneikről, vallási kultuszukról a szájhagyományból, majd ennek a későbbiekben írásban rögzített irataiból sok mindent ismerünk. A vallási nézeteiket kifejező iratok a Védák, vallásukat ezért védikus vallásnak nevezik. 
Vallásuk sok tekintetben a civilizáció hasonló fokán álló természeti népek vallásához hasonlított. Azért tudunk róla sokkal többet, mint Afrika primitív törzseinek
vallásairól, mert az árják isteneikről szóló szent énekeiket és áldozati mondásaikat szájhagyomány útján generációról generációra átörökítették, majd végül (valószínűleg csak időszámításunk kezdete után) írásban is lerögzítették. 
Legősibb formája, amelynek emlékét a Rigvéda himnuszai (rics) őrizték meg, sokféle isten tiszteletéből állott, ezek az istenek túlnyomórészt természeti jelenségeket, pl. ég, föld, Nap és Hold, hajnal, tűz stb. személyesítettek meg. Közülük némelyik még igen szoros kapcsolatban állott azzal a természeti szubsztrátummal, amely alapjául szolgált, mások azonban az idők során fokozottabb mértékben antropomorfizálódtak, különféle mítoszok leplébe burkolóztak, és így egyéni sajátosságokkal rendelkező, mennyei alakokká váltak. Indra isten például, aki eredetileg (akárcsak az óskandináv Thor), bizonyára viharisten volt, később mint a harciasság példaképe, az istenek királya jelentős szerepet játszott. A természetisteneken kívül megtalálhatók a világi tevékenységek és intézmények védelmezői is és azok, akiket a bajban segítségül hívnak. Etikai tulajdonságok megtestesítői a rendszerint együtt szereplő Mitra és Varuna isten. A perzsa Mithrásszal rokon Mitra eredetileg valószínűleg napisten volt; Varuna égistenként, holdistenként, vízistenként, az eskü és a büntetés isteneként jelenik meg, alakja az idők folyamán oly sok fázison ment keresztül, hogy eredeti lényegéről a legváltozatosabb elméleteket állították fel. Mitra és Varuna az örök világrend „ritá”-jának őreiként tevékenykednek; ez a rend a természetben, az erkölcsben és a rítusban jut kifejezésre. A rita a Véda egyes helyein a világ legfőbb elveként szerepel, amely felette áll valamennyi istennek, másutt viszont olyasvalamiként, amit Mitra és Varuna irányít. 
A monoteizmus, még nem jelent meg ekkor, hanem csak az egyistenhit előzménye, az ún. „henoteizmus”, amely az istenek közül egyszer az egyiknek, máskor a másiknak adományozza a világ feletti mindenhatóságot, a legfőbb hatalmat. A Rigvédában csírájában már megtalálható az a két nézet, amely később majd közösen határozza meg az egész további fejlődést, noha ekkor még nem érvényesül teljes következetességgel: az egyik az a hit, amely szerint valamennyi istennek egy személytelen világtörvény parancsol; a másik az az elképzelés, hogy a világtörvényt egy Isten szabályozza, és a világtörvény (dharma) segítségével uralkodik istenek és emberek felett. 
A kultusz a legrégebbi időben egyszerű volt, és az árja családfők végezték a szent tűz előtt, a lángokba dobva áldozati ajándékaikat. Az idők során azonban az áldozati szertartás mind bonyolultabb lett, úgyhogy ellátásához külön személyek váltak szükségessé, akik a szakrális ügyekben tájékozottak voltak, és ily módon külön papi rendet alkottak. A túlvilággal a védikus korszak emberei aránylag keveset foglalkoztak; feltételezték, hogy a halottak korábbi lakóhelyük közelében bolyonganak, és ezért hozzátartozóiknak táplálniuk kell őket (lásd még: őstisztelet), vagy azt, hogy az alvilágba jutnak, illetve mágikus szertartások segítségével az égbe emelkednek fel, hogy ott az istenek társaságában éljenek. 
Kr. e. 1000 körül az árják Pandzsáb régiójából tovább nyomultak előre kelet és dél felé, a Gangesz termékeny síkságára, és ott mint uralkodó réteg letelepedtek az őslakosok között. Annak érdekében, hogy előjogaikat megőrizzék, kialakították a kasztrendszert, amely éles korlátokat emelt a papok, harcosok és vaisják árja rendjei, és a „súdrák”, a leigázott régebbi lakosok utódai közé. Ettől kezdve vallásuk növekvő mértékben az utóbbiak, a leigázottak vallásának a hatása alá került. Elsősorban azonban az idézett elő jelentős változást, hogy a mind fontosabbá váló rituális szertartások révén a bráhmanák olyan monopolhelyzetre tettek szert, amilyennel a világ egyetlen más papi kasztja sem rendelkezett soha. Azt állították, hogy a szent énekek és szertartások ismerete révén mindent meg tudnak szerezni a földön és a túlvilágon azoknak, akik szolgálataikat a maguk számára magas fizetség ellenében biztosítják. Ezt azzal magyarázták, hogy a szent formulák és eljárások hatalma oly nagy, hogy azoknak még az istenek is kötelesek engedelmeskedni. Ahogyan a modern kor mérnöke képes uralma alá hajtani a természet erőit működésükről szerzett ismeretei segítségével, és munkát végeztetni velük, ugyanúgy a rituále szakértői is azt képzelték, hogy ha elvégzik az áldozatbemutatás különféle fogásait, ezzel arra kényszeríthetik az isteneket, hogy kívánságaiknak eleget tegyenek. A papi tisztség ilyen értékelésének nem lehetett más
következménye, mint hogy a bráhmanák mind saját elképzelésük, mind a nép felfogása szerint valamiféle istenekké, az „emberi világ istenei”-vé váltak, akiknek a világtörvényről szerzett ismeretei minden más halandónál előkelőbb helyzetet biztosítottak. Ezért az árják vallását - amely a kultikus cselekményeknek a korábbi istenhitet háttérbe szorító elburjánzásából jött létre - „bráhmanizmus”-nak nevezik. Mivel a bráhmanáknak az az igénye, hogy valamennyi kultikus cselekmény elvégzésére kizárólag ők legyenek jogosultak – az isten lényegéről alkotott elképzelések minden átalakulása és a vallási rítusok formájában időközben bekövetkezett összes változás ellenére – mindmáig az indiai vallás egyik legszembeszökőbb jellegzetessége maradt, ezért India vallása, a bráhmanizmus fiatalabb formájának nevezhető. 
A papság szellemi uralmának a kor irodalmában is nyoma van. Ahhoz a négy szent szöveghez, amivé a Védák időközben nemesedtek, tudós bráhmanák terjedelmes kommentárokat készítettek, ezek részletesen ismertetik az egyes szertartásokat, amelyekhez a Védák énekeit és mondatait felhasználják, elmondják mitikus keletkezésüket, és feltárják mitikus értelmüket. Ezekben a „bráhmanák”-nak nevezett áldozati szövegekben az indiaiakra máig annyira jellemző hajlam a filozófiai spekulációra oly módon jut kifejezésre, hogy megkísérlik értelmezni és felsorolni az egyes léthatalmasságokat, isteneket és erőket, amelyek a világot és az életet kormányozzák, és megvilágítani ezek egymáshoz való kapcsolatát. E pluralizmus mellett, amely a törvényszerűen együttműködő végső szubsztanciák sokféleségét tételezi fel, mindinkább előtérbe nyomult a minden létező végső egységét hangsúlyozó tendencia. 
Lelkes költők már egyes Véda-himnuszokban is hirdették azt a nézetüket, hogy az egész sokféleség egy eredeti egységből jött létre. A bráhmanaszövegekben továbbfejlesztették ezt a gondolatot. A Minden-Egy, amely mindennek ősoka és amely mint minden létező legbenső magva, benne rejlik mindenben: ez a brahma, az a „szent hatalom”, amely az áldozat hatékonyságát biztosítja. Az a filozófiai érdeklődés, amely a bráhmanákban lassanként tért hódított, ezt követően a mélyebben gondolkodó
bráhmanák, kiváltképp pedig a harcosok kasztjába tartozó és a bráhmanák lelki gyámkodása ellen fellépő urak között indult jelentős virágzásnak.
Ezeknek az embereknek nézetei a „brahman”-ról, az abszolutumról, amely azonos az „átman”-nal, „önnönmagá”-val, minden egyed legbensőbb magvával, mivel minden egyed a mindenségből keletkezett, az áldozati szertartási szövegekhez fűzött vagy beléjük ágyazott upanisadokban („titkos tanok”-ban) találták meg azt a kifejezési formát, amely minden hindu gondolkodása számára máig irányadó maradt.
Az upanisadokban, amelyek közül a legrégebbi valószínűleg Kr. e. 800 körül keletkezett, olyan hit is szóhoz jutott, amelynek a Védákban még
nincsen nyoma, a későbbi fejlődés szempontjából azonban döntő jelentőségű volt: a hit abban, hogy a halott ember, jó vagy rossz cselekedeteitől
(karma) függően, a földön vagy másutt, állatként, emberként, istenként vagy más módon újjászületik. Nem tudjuk, hogy vajon ezt a mély értelmű
tanítást a bölcs Jádzsnyavalkja, aki először közölte a Brihadáranjaka-upanisadban (3, 2, 13), a Védakorbeli árják ránk nem hagyományozott
gondolatainak folytatásaképpen fejlesztette-e ki, vagy vajon már az árják előtti lakosság gondolkodásának a sajátja volt-e, és azokhoz az
eszmékhez tartozott-e, amelyeket az árják tőlük vettek át. Mindenesetre ennek a tanításnak a felbukkanása az indiai szellemi élet szempontjából
tekintve igen jelentős következményekkel járt, és az indiai világképnek számos olyan jellegzetes vonást adott, amelyeket az évezredeken át
megőrzött. Ezek közül a legfontosabbak a következők: az az elképzelés, amely szerint az élőlények között, tehát az emberek és az állatok között
is, lényegüket illetően a különbség csak fokozati és nem lényegbeli; hit a világfolyamat kezdet- és végnélküliségében; a szanszára kötelékeitől való
megszabadulásba vetett remény és az a hit, hogy ez a megszabadulás, vagyis a megváltás csak a cselekvéstől való tartózkodás és
szenvedélymentes lemondás révén érhető el.
A régebbi upanisadok kora a védikus korszak végét és egyben a klasszikus kor kezdetét jelzi. Úgy tartják, hogy a védikus időszak Kr.e. 500 körül ért véget, a dzsainizmus és a buddhizmus formálódó periódusa idején. Főképpen két jellemző vonása van: 
- az indiai vallási fejlődésnek az a két áramlata, amely addig egymástól függetlenül haladt, ekkor fokozatosan egyetlen hatalmas áradattá egyesült: a hinduizmussá vagy másképpen korai bráhmanizmussá,
- a papság törekvései ellenére új üdvtanok (az üdvözülés módjáról szóló tanítások) keletkeztek, amelyek azután önálló vallási formákká fejlődtek, és amelyek heves versengést folytattak a bráhmanizmussal (dzsainizmus, buddhizmus) [2]